# Asian Institute of Technology

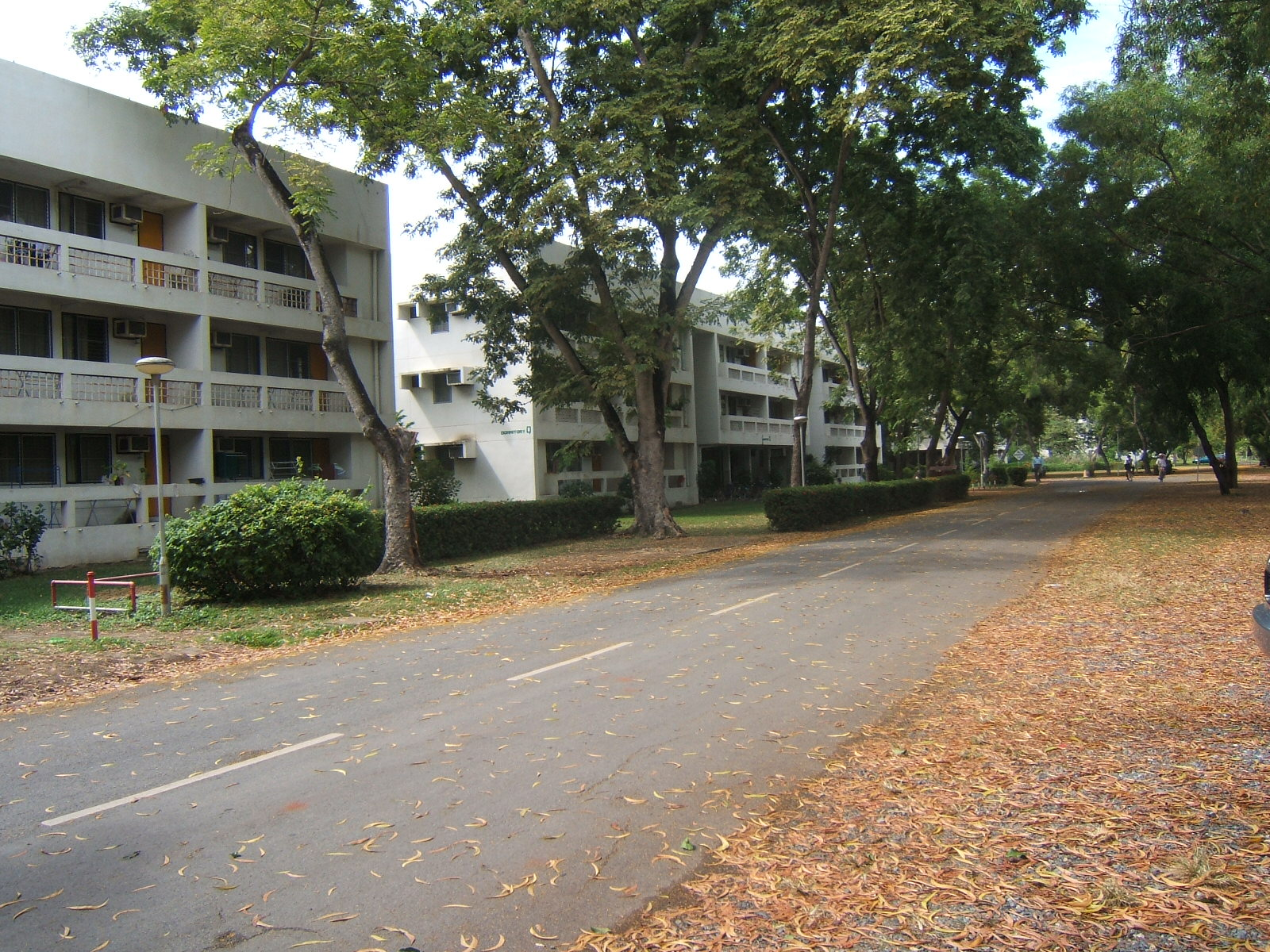
Bâtiments de l'institut à Pathum Thani

L'Asian Institute of Technology (AIT), fondé en 1959 par l'Organisation du traité de l'Asie du Sud-Est (OTASE - en anglais : SEATO) via un financement du Royaume-Uni sous le nom d'origine de « SEATO Graduate School of Engineering » est un établissement international d'enseignement supérieur en ingénierie, hautes technologies et management. Il est basé en Thaïlande, à Pathum Thani, à environ 40 km au nord de Bangkok, depuis 1973 et a aussi une branche au Viêt Nam depuis 1993.
Jusqu'en 1973, il était hébergé par l'université Chulalongkorn.